# Brasão de armas de Barbados
O brasão de armas de Barbados foi adotado após sua independência em 1966 por um decreto de Rainha Elizabeth.  Como outras possessões britânicas no Caribe, o brasão tem um elmo com um símbolo nacional no topo, e um escudo abaixo que é apoiado por dois animais.
O símbolo nacional encontrado no topo do elmo de Barbados é um punho de um barbadiano que segura duas canas de açúcar que estão cruzadas lembrando a Cruz de Santo André. Isso representa a importância da indústria do açúcar bem como Barbados celebra sua independência no dia de Santo André.
O brasão é na cor ouro. Na parte superior há par da flor nacional, conhecida como flor-de-pavão, e uma única figueira barbada (Ficus citrifolia). O escudo é apoiado por um pelicano e um dourado. Eles representam a Ilha Pelicano e a pesca, respectivamente.
Abaixo, em uma faixa, está o lema de Barbados. Pride and Industry ou seja Orgulho e Indústria.